# Albert Voorn
Albert Voorn, né le 23 mai 1956 à Hilversum, est un cavalier International de saut d'obstacles néerlandais.

## Biographie
Après ses études, Albert est allé travaillé avec Tom Olsmeyer, marchand de chevaux.

## Palmarès mondial
- 1994 : Champion du Benelux en CSO
- 1996 : médaille de bronze aux championnats du monde des six ans à Lanaken en Belgique avec Hascal.
- 2000 : médaille d'argent en individuel et 5e par équipe aux Jeux olympiques de Sydney en Australie, champion des Pays-Bas avec Lando.
- Champion des Pays-Bas en CSO
- 2002 : Champion du Benelux en CSO
- 2012 : 2e de la Coupes des Nations de la Baule Tobalio
- 2013 : Vainqueur des Coupes des Nations de La Baule avec Tobalio
- 2e de la Coupes des Nations de Dublin, Irlande avec Tobalio